# Зловещая лесопилка
Зловещая лесопилка (англ. The Miserable Mill) — новелла Дэниэла Хэндлера, четвёртая из тринадцати книг серии «33 несчастья».

## Сюжет
Солнышко, Клаус и Вайолет прибывают вместе с мистером По в городок Полтривилль, где находится их новый дом — лесопилка Счастливые запахи. По дороге на лесопилку ребята замечают дом в виде глаза.
Прибыв на место, Бодлеры узнают, что им придётся работать на лесопилке, в обмен на это их новый опекун Сэр (которого все так зовут потому что у мужчины слишком длинное имя, и никто его не помнит) сделает всё возможное, чтобы держать Графа Олафа подальше от Бодлеров. Вскоре дети знакомятся с компаньоном Сэра, Чарльзом, который показывает детям библиотеку из 3 книг, рассказывающих историю лесопилки, городской конституции и пожертвованной доктором Оруэлл, местным оптометристом, которая живёт в доме в форме глаза.
По вине бригадира Флакутоно, Клаус разбивает свои очки, и его отправляют к доктору Оруэлл. Вернувшись, мальчик начинает вести себя очень странно, словно он находится в трансе. На следующее утро бригадир будит Клауса и отправляет работать — и тот послушно выполняет приказ, даже не надев ни носков, ни ботинок. Клаус должен управлять штемпелевальным станком. В результате происходит несчастный случай, в котором пострадал Фил — работник-оптимист. Неожиданно Клаус приходит в себя, и ему приходится оправдываться перед толпой разъярённых работников лесопилки. Клаус говорит, что не помнит произошедшего. Флакутоно вновь ставит Клаусу подножку, и мальчик снова разбивает очки. На этот раз, Вайолет и Солнышко решают пойти к врачу вместе с Клаусом.
Оказавшись в доме в виде глаза, они встречают доктора Оруэлл. Она кажется приятной и любезной женщиной и просит Вайолет и Солнышко подождать в коридоре. Там же они видят регистраторшу доктора, Ширли, в которой немедленно узнают замаскированного Графа Олафа в колготках с узорами в виде глаз. Неожиданно Вайолет понимает, что доктор гипнотизирует Клауса таким образом, что мальчик выполняет все указания приспешников Олафа.
Когда дети возвращаются на лесопилку, они находят меморандум, в котором говорится, что они должны немедленно встретиться с Сэром. Мужчина говорит детям, что если на лесопилке произойдёт ещё один несчастный случай, он отдаст Бодлеров под опеку Ширли.
Вайолет и Солнышко укладывают загипнотизированного Клауса в постель, а сами отправляются в библиотеку. Они находят книгу, пожертвованную доктором Оруэлл, в которой есть глава о гипнозе. Согласно тексту, данная техника использует кодовое слово, которой должно привести Клауса в нормальное состояние. Затем сёстры слыша, что лесопилка заработала раньше положенного времени, и спешат туда, чтобы узнать, в чём дело.
Там они находят Чарльза, привязанного к бревну — Клаус управляет машиной, а Флакутоно даёт ему указания. Девочки замечают, что на ногах Клауса ничего нет, и они догадываются, каким образом Флакутоно контролирует Клауса. Вайолет узнаёт кодовое слово и пытается заставить мальчика освободить Чарльза, но обратные указания даёт Флакунто. В этот момент появляются доктор Оруэлл и Граф Олаф, замаскированный под Ширли. Вайолет вспоминает другое кодовое слово, с помощью которого Флакутоно случайно разгипнотизировал Клауса. Между Оруэлл и Солнышком начинается битва (зубы против шпаги), доктор падает на пилу и погибает страшной смертью. Между тем, Ширли и Флакутоно схватили Вайолет, но Клаус освободил Чарльза. В это же время, появляются Сэр и мистер По, и Бодлеры объясняют мужчинам, что произошло.
Граф Олаф оказывается запертым в библиотеке, но он сбегает через окно. Сэр избавляется от права опеки над Бодлерами, и ребят отправляют в школу-интернат.

## Интересные факты
- Единственное блюдо, которым кормят работников лесопилки — запеканка на ужин и жвачка на ланч. Зарплату выдают в виде купонов. Иронично, что в конце книги Фил читает городскую конституцию, из которой узнаёт, что это незаконно — платить работникам купонами. В книге Угрюмый грот Бодлеры находят коробки жвачки на кухне, принесённые туда Филом.
- Стиль иллюстраций Бретта Хэлквиста (англ. Brett Helquist) поменялся, начиная с этой книги.
- В начале книги на входе на лесопилку Бодлеры замечают стопку газет. В книге Лемони Сникет: Несанкционированная биография говорится, что архивы выпусков газеты Дэйли Пунктилио лежат в виде огромных стопок вдоль улиц в маленьком городке, очень похожем по описанию на Полтривилль (англ. Paltryville).
- Имя Флакутоно (англ. Flacutono) — анаграмма английского написания главного злодея серии Графа Олафа (англ. Count Olaf).
- Когда Клаус находится под гипнозом, он называет Вайолет Вероникой, а Солнышко именем Сьюзан. Когда Бодлеры находятся в бегах, газета Дэйли Пунктилио также называет старшую девочку Бодлеров Вероникой. Граф Олаф называет Вайолет этим именем в третьей книге Огромное окно, замаскировавшись под капитана Шэма.

## Культурные отсылки и литературные аллюзии
- Лемони Сникет говорит о ссоре с ремонтником телевизоров — это отсылка к фильму Кабельщик, в котором персонажи Джима Керри и Мэттью Бродерика дерутся на мечах в ресторане под названием Средневековье. Кроме того, Джим Керри сыграл Графа Олафа в экранизации первых трёх книг.
- Чарльз и Фил — имена двух членов королевского семейства. Вероятно, это отсылка к тому факту, что промышленная революция началась в Англии.
- Доктор Джорджина Оруэлл названа в честь писателя Джорджа Оруэлла. Её дом построен в виде огромного глаза — это отсылка к произведению 1984, в котором Большой Брат наблюдает за всеми круглые сутки. Хотя Оруэлл гипнотизирует Клауса, данный факт отсылает к тому, что Полиция мыслей заставляет всех людей мыслить одинаково.
- Иллюстрация на странице 125 к первому американскому изданию книги, изображает знак в виде двух глаз, смотрящих через пенсне, над входом в офис доктора Оруэлл. Этот знак — отсылка к вывеске доктора Ти. Джей. Эклбурга из романа Скотта Фицджеральда Великий Гэтсби.
- Есть определённые сходства между Чарльзом из этой книги и персонажем романа Последний город на Земле Томаса Муллена Чарльзом, который представляет собой связь между капитализмом и социализмом. Кроме того, действие романа также происходит на лесопилке.
- Сэр — отсылка к персонажу Мистеру Сэру из книги Дыры Луиса Сашара.
- Название больницы Мемориальная больницы Ааба (англ. Ahab Memorial Hospital), куда отправляют на лечение Фила, является отсылкой к персонажу капитану Аабу, потерявшему ногу в романе Моби Дик.
- Обложки британского и американского издания практически не отличаются — лишь Ваойлет заменили бригадиром Флакутоно.